# Now Is Good
Now Is Good, in het Nederlands gekend als Voor ik doodga, is een Britse romantische dramafilm onder regie van Ol Parker die werd uitgebracht in 2012. De film is gebaseerd op het boek Voor ik doodga van Jenny Downham.

## Verhaal
Tessa Scott, een tiener, heeft acute lymfatische leukemie en de doktoren hebben haar aanstaande dood gediagnosticeerd. Samen met haar vriendin Zoey probeert ze van haar resterende leven te genieten. Ze heeft een lijst met dingen die ze wil doen voordat ze sterft, waaronder een aantal risicovolle gedragingen. Ondertussen leert ze buurjongen Adam kennen.

## Rolverdeling
- Dakota Fanning als Tessa Scott
- Jeremy Irvine als Adam
- Paddy Considine als Tessa's vader
- Olivia Williams als Tessa's moeder
- Edgar Canham als Cal Scott, Tessa's broer
- Kaya Scodelario als Zoey Walker, Tessa's vriendin
- Rose Leslie als Fiona
- Joe Cole als Scott
- Sarah Hadland als Caroline
- Patrick Baladi als Richard
- Franz Drameh als Tommy
- Susan Brown als Shirley
- Rakie Ayola als Phillipa
- Julia Ford als Sally
- Tom Kane als Paul
- Isabella Laughland als Beth
- Josef Altin als Jake
- Morgan Watkins als de verpleegster

## Prijs
De film won in 2012 op het festival Film by the Sea de publieksprijs.